# ウミヘビ科 (魚類)
ウミヘビ科（Ophichthidae）は2亜科62属330種を含むウナギ目の魚類の一群。世界中の温帯または熱帯海域に分布し、少数の淡水産種も含まれる。体は細長く、後鼻孔が上唇にある。

## 形態
最大種は2mを越えるが、最小種は10cmにも満たない。体は円筒型で細長く、ニンギョウアナゴ亜科は尾鰭をもつが、ウミヘビ亜科は尾鰭をもたない。種によっては胸鰭、背鰭、腹鰭を欠く場合がある。ダイナンウミヘビなどは鋭い歯をもつ。鰓条骨は15〜49対で、重なり合い籠状となる。

## 生態
肉食で、砂に潜り獲物を待つ。鋭い嗅覚をもち、小型の魚類や甲殻類を捕食している。

## 分類
- ニンギョウアナゴ亜科 Myrophinae
  - Ahlia 大西洋の1種のみ。
  - Asarcenchelys 大西洋の1種のみ。
  - Benthenchelys 深海の3種。
  - Glenoglossa サモア近海の1種。
  - Mixomyrophis 大西洋と紅海の2種。
  - ミナミミミズアナゴ属 Muraenichthys インド太平洋の8種。
  - ニンギョウアナゴ属 Myrophis インド太平洋の7種。
  - ムカシウミヘビ属 Neenchelys インド太平洋の12種。
  - Pseudomyrophis 大西洋の5種。
  - Pylorobranchus 西太平洋の2種。
  - Schismorhynchus インド太平洋の1種のみ。
  - Schultzidia 太平洋の2種。
  - ミミズアナゴ属 Scolecenchelys 太平洋の21種。
  - Skythrenchelys インド太平洋の2種。
  - Sympenchelys 台湾の1種のみ。
- ウミヘビ亜科 Ophichthinae
  - Allips インド洋東部の1種のみ。
  - キバウミヘビ属 Aplatophis 大西洋と太平洋の2種。
  - Aprognathodon 大西洋の1種のみ。
  - ゴマウミヘビ属 Apterichtus インド太平洋の18種。
  - Bascanichthys 太平洋の18種。
  - タツウミヘビ属 Brachysomophis インド太平洋の7種。
  - Caecula インド太平洋の2種。
  - ヒモウミヘビ属 Callechelys 三大洋の15種。
  - Caralophia 大西洋の1種のみ。
  - キリンウミヘビ属 Chauligenion 東シナ海の1種のみ。
  - ショウキウミヘビ属 Cirrhimuraena インド太平洋の10種。
  - Cirricaecula 太平洋の2種。
  - Dalophis 大西洋の5種。
  - ヒレアナゴ属 Echelus 太平洋の4種。
  - Echiophis 大西洋と太平洋の3種。
  - Ethadophis 大西洋と太平洋の5種。
  - Evips パラオ付近の1種。
  - Gordiichthys 大西洋と太平洋の5種。
  - Hemerorhinus 大西洋と太平洋の2種。
  - Herpetoichthys カリフォルニア湾の1種のみ。
  - Hyphalophis 大西洋の1種。
  - トガリウミヘビ属 Ichthyapus 太平洋の7種。
  - Kertomichthys 大西洋の1種。
  - ハクテンウミヘビ属 Lamnostoma 太平洋の5種。
  - ソラウミヘビ属 Leiuranus 太平洋の2種。
  - Leptenchelys コスタリカ近海の1種のみ。
  - Letharchus 大西洋と太平洋の3種。
  - Lethogoleos サウスカロライナ州沖の1種のみ。
  - Leuropharus メキシコ沖の1種のみ。
  - Luthulenchelys 南アフリカ沖の1種のみ。
  - Malvoliophis オセアニアの1種のみ。
  - ゴイシウミヘビ属 Myrichthys モヨウモンガラドオシ、シマウミヘビなど三大洋の11種。
  - Mystriophis 大西洋の2種。
  - ウミヘビ属 Ophichthus ホタテウミヘビ、モンガラドオシなど80種。
  - ダイナンウミヘビ属 Ophisurus 2種。
  - Paraletharchus 太平洋の2種。
  - Phaenomonas 大西洋と太平洋の3種。
  - ゲットウウミヘビ属 Phyllophichthus 太平洋の1種のみ。
  - ミナミホタテウミヘビ属 Pisodonophis 三大洋の9種。
  - Quassiremus 太平洋の4種。
  - Rhinophichthus ニューカレドニア付近の1種のみ。
  - Scytalichthys 東太平洋の1種のみ。
  - Stictorhinus ブラジルの淡水性の1種のみ。
  - Suculentophichthus 紅海の1種のみ。
  - Xestochilus インド太平洋の1種のみ。
  - ボウウミヘビ属 Xyrias 三大洋の3種。
  - タケノコウミヘビ属 Yirrkala インド太平洋の15種。

## 人間との関係
小骨が多く、身も少ないため、食用には向かないものが多い。味は良くもなく悪くもない。しかしながら南米近海で漁獲されるウミヘビ属の種は食用にされ、日本においても「マルアナゴ」の名で流通している。モンガラドオシなどは水槽で飼育される。ダイナンウミヘビなどは釣りの外道としてよく釣られる。